# Ogólnopolska Wystawa Młodej Plastyki „Przeciw wojnie – przeciw faszyzmowi”

Getto - obraz Izaaka Celnikiera

Ogólnopolska Wystawa Młodej Plastyki „Przeciw wojnie – przeciw faszyzmowi”, zwana też Arsenałem – ekspozycja zorganizowana i otworzona 21 lipca 1955 w warszawskim Arsenale stanowiąca przełomowe wydarzenie dla polskiej sztuki po II wojnie światowej. 

## Opis
Wystawa początkowo nazwana „Wystawą festiwalową" odbyła się w ramach V Światowego Festiwalu Młodzieży i Studentów. Była otwarta od lipca do września i obejmowała takie dziedziny sztuki jak malarstwo, rzeźba i grafika. Zaprezentowano łącznie 486 prac 244 artystów. Inicjatorami wydarzenia byli Jan Dziędziora, Jacek Sienicki, Janina Jasińska i Marek Oberländer. Po kilku dniach do grupy dołączyli Elżbieta Grabska i Aleksander Wallis.
Największym osiągnięciem wystawy było jawne i niezależne wystąpienie przeciwko stylistyce socrealizmu i koloryzmu. Zaprezentowane zostały m.in. ekspresyjne prace o tematyce wojennej. Artyści sięgali po deformacje, uproszczenia, silne kontrasty barw i żywą fakturę. Spotkało się to z krytyką kolorystów, którzy zarzucali młodym twórcom prymitywizm. Artur Nacht-Samborski miał skomentować ekspozycję słowami: świetna wystawa złych obrazów.
Badacze polskiej sztuki awangardowej tamtych czasów, jak Maryla Sitkowska, Jolanta Chrzanowska-Pieńkos i Andrzej Pieńkos, zwrócili uwagę na szczególny rodzaj postawy twórczej u osób uczestniczących w Arsenale, mającej polegać na stawianiu etyki ponad zagadnieniami formalnymi dzieła sztuki.
Wśród eksponowanych dzieł wyróżniały się m.in. wystawione pośmiertnie i nagrodzone przez jury prace Waldemara Cwenarskiego. W wystawie wzięło udział wielu twórców będących potem wybitnymi artystami, jak chociażby: Andrzej Wróblewski, Witold Damasiewicz, Stefan Gierowski, Hilary Krzysztofiak, Jan Lebenstein, Jan Lenica, Jan Tarasin, Franciszek Starowieyski, Jerzy Tchórzewski, Alina Szapocznikow, Mikołaj Wołkowycki, Barbara Jonscher, Rajmund Ziemski, Maria Pinińska-Bereś, Jacek Sempoliński.
W 1977 zaczęła powstawać kolekcja muzealna poświęcona artystom uczestniczącym w wystawie. Galeria Krąg Arsenału została otwarta w 1989 w ówczesnym Muzeum Okręgowym (obecnie Muzeum Lubuskim) w Gorzowie Wielkopolskim.

### Wybrane dzieła
- Marek Oberländer, Napiętnowani;
- Izaak Celnikier, Getto, tempera
- Waldemar Cwenarski, Pożoga;
- Hilary Krzysztofiak, Szczęka;
- Jan Dziędziora, Posiłek, 1955, olej
- Przemysław Brykalski, Akt;
- Bartłomiej Kurka, An Lungenentzündung gestorben (z niem. Zgon z powodu zapalenia płuc);

Źródło: 

## Dziedzictwo
W 1988 roku w warszawskiej Hali Gwardii zorganizowano wystawę Arsenał ’88, nawiązującą tytułem do tej z 1955 r.
W 2019 w Gorzowie Wlkp. została powołana do życia Fundacja "ARSENAŁ 55" nawiązująca do legendarnej wystawy. Fundatorami był Wojciech Luterek, który był bliskim przyjacielem czterech inicjatorów wystawy oraz Muzeum Lubuskie w Gorzowie Wlkp. W 2024 roku fundacja zakończyła swoją działalność. 